# Limba zulu
Zulu, cunoscută și sub numele isiZulu, este o limbă a poporului Zulu care are aproximativ 9 milioane de vorbitori, dintre care vasta majoritate (peste 95%) trăiesc în Africa de Sud. Zulu este limba vorbită cel mai mult in Africa de Sud și a devenit una din cele 11 limbi oficiale ale Africii de Sud la sfarșitul apartheidului.
Zulu este o limbă aglutinantă care face parte din subfamilia Nguni aparținând familiei de limbi Bantu. Una din trăsăturile cele mai distinctive ale acestei limbi este utilizarea clicurilor. Aceasta este o trăsatură comună și altor limbi din Africa de Sud Africa, dar este o trăsatură aproape unică în această regiune. Există trei pronunțări de bază in Zulu:
- c - dentală
- q - alveolară
- x - laterală

Acestea pot fi modificate în câteva feluri, ex. prin inspirație, astfel încât numărul clicurilor în zulu este în jur de 15. Aceleași sunete apar și în xhosa, unde se folosesc mai mult decât în zulu.
Forma scrisă este controlată de Zulu Language Board din KwaZulu-Natal.
Istoria limbii este puțin cunoscută, dar există dovezi ale folosirii limbii din secolul 16.

## Fraze
Aceasta este o listă de fraze ce pot fi folosite în regiunile în care se vorbește limba zulu. 
- Sawubona (Bună dimineața unei singure persoane )
- Sanibonani (Bună dimineața unui grup)
- Unjani (Ce mai faceți ? unei persoane)
- Ninjani (Ce mai faceți? unui grup de persoane)
- Ngiyaphila (Sunt bine)
- Ngiyabonga (Vă mulțumesc)
- Siyabonga (Vă mulțumim)
- Ingabe isikhathi sithini? (Cât este ceasul?)
- Ingabe uhlala kuphi? (Unde stați)